# Gillis Mostaert
Gillis Mostaert, né à Hulst (Pays-Bas) le 27 juin 1528 et mort à Anvers le 28 décembre 1598, est un peintre flamand contemporain de Pieter Brueghel l'Ancien. Artiste polyvalent, il excelle aussi bien dans la peinture de paysage que dans celle de genre et d'histoire. Il a collaboré régulièrement avec les principaux artistes d'Anvers. Il est connu en particulier pour ses paysages d'hiver, ses scènes d’incendies et ses représentations de marchés et de kermesses. Ses œuvres sont parmi les plus recherchées de son temps.

## Biographie
Gillis Mostaert est le frère jumeau du peintre Frans Mostaert. On l'a longtemps considéré comme le petit-fils ou le petit neveu de Jan Mostaert, mais ce lien de famille est aujourd'hui contesté.
À partir de 1550, Gillis Mostaert étudie la peinture de paysage avec Jan Mandijn. Il aurait également travaillé dans l'atelier de Frans Floris. En 1554, il est fait membre de la Guilde anversoise de Saint-Luc.
En 1563, il épouse Margareta Baes ; six enfants naissent de cette union dont, en 1588, Gillis Mostaert le Jeune, qui deviendra peintre lui-aussi.

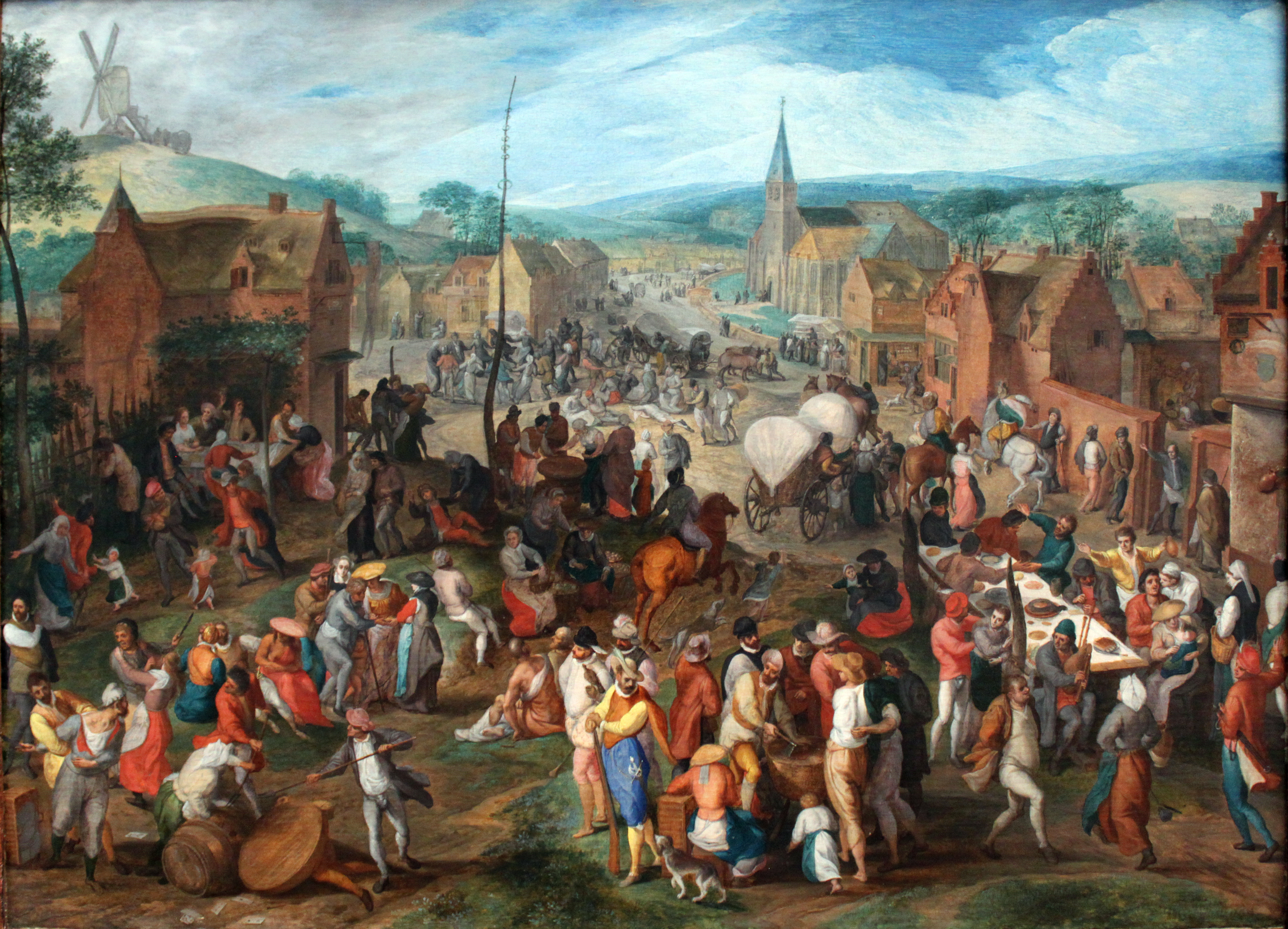
Kermesse de village, 1590, Gemäldegalerie, Berlin

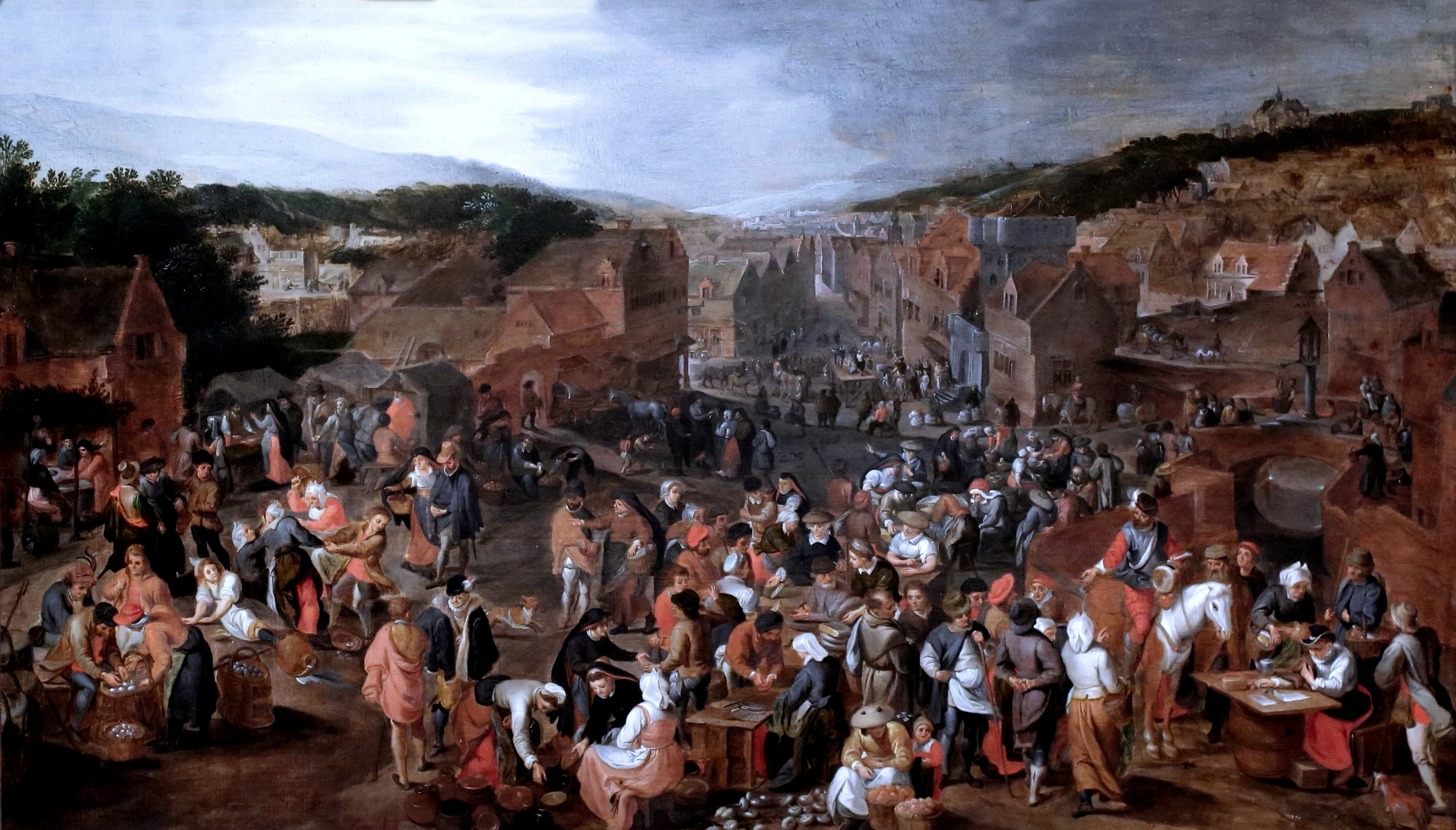
Scène de marché sur une place de village, sur fond d’exécution capitale

Mostaert dirige à Anvers un atelier prospère et ses œuvres atteignent rapidement des prix élevés. Les inventaires des plus importants collectionneurs de la fin du xvie et du début du xviie siècle répertorient de nombreuses peintures de lui. Parmi ses mécènes, on trouve l'archiduc Ernest d'Autriche (1553-1595) et l'archiduc Léopold Guillaume d'Autriche. Le plus grand collectionneur d'art d'Anvers, Filips van Valckenisse, chef de la milice anversoise, acquiert plus de 50 tableaux de Mostaert.
Très peu d'œuvres peuvent lui être attribuées avec certitude. Il semble avoir travaillé principalement pour des clients privés à qui il fournit des images dans un large éventail de sujets : scènes de marchés et de foires de villages, allégories et paraboles, sujets religieux, paysages hivernaux et enneigés, scènes de guerre, maisons en flammes…
Mostaert joue un rôle important dans le développement de la peinture de genre à Anvers, au travers de scènes décrivant les activités de ses contemporains. Y apparaissent ces nombreuses petites figures, dont il s'est fait une spécialité. Dans cette veine, on retiendra particulièrement sa Kermesse de village, peinture sur cuivre de 1590, éclatante de vie et de couleurs, exposée à la Gemäldegalerie de Berlin ou sa Scène de marché sur une place de village, sur fond d'exécution capitale, foisonnante composition dont une version se trouve au musée Wallraf Richartz de Cologne.

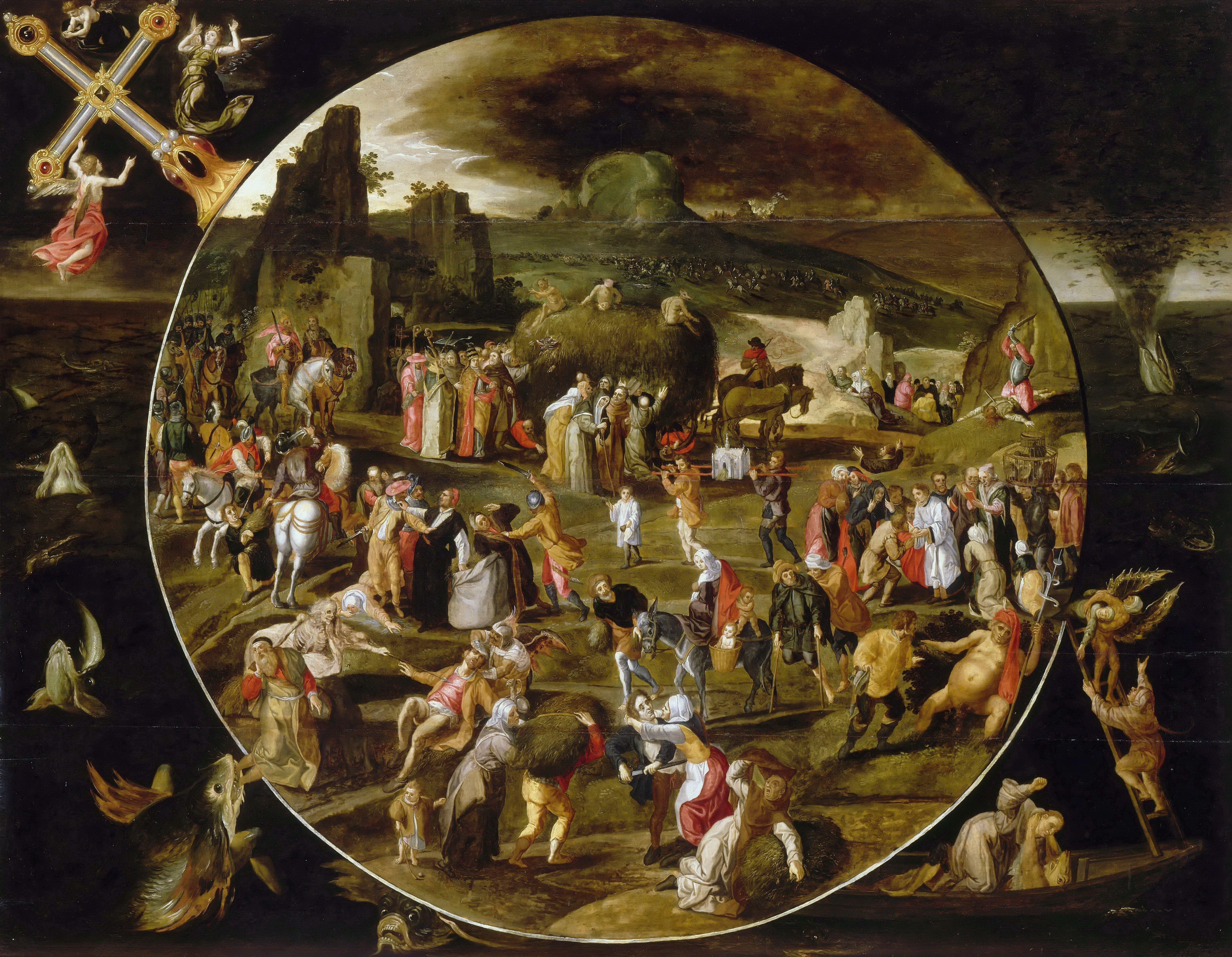
Le chariot de foin, d'après Jérôme Bosh

Sodome et Gomorrhe

Dans le domaine des allégories et paraboles, Mostaert suit la voie ouverte par Jérôme Bosh. C'est à lui qu'il emprunte son « chariot de foin », allégorie sur les abus de l'église, dont il produit diverses versions. La bataille pour le foin représente la cupidité qui mène aux conflits, à la misère, à la mort et à la destruction. Ce n'est pas sans raison que Mostaert place les moines et les dignitaires de l'Église au plus près du foin.
Bien qu'il ne soit pas très porté sur la dévotion, il arrive à Mostaert de peindre des sujets religieux, mais il n'hésite pas à y ajouter parfois une touche personnelle ou une pointe d'humour. Ainsi, quand il peint une résurrection de Lazare, il se représente parmi la foule, se tenant le nez pour ne pas respirer l'odeur du cadavre.
Les « peintures de feu » de Mostaert figurent dans les inventaires d'importants collectionneurs de la fin du xvie et du début du xviie siècle. Des scènes illustrant la destruction de Sodome et Gomorrhe et l'incendie de villages la nuit permettent à l'artiste de montrer son habileté à restituer les effets de la lumière et des flammes. Un de ses chefs-d'œuvre dans ce genre est le Paysage aux soldats en maraude peint en 1569 et exposé au Louvre.

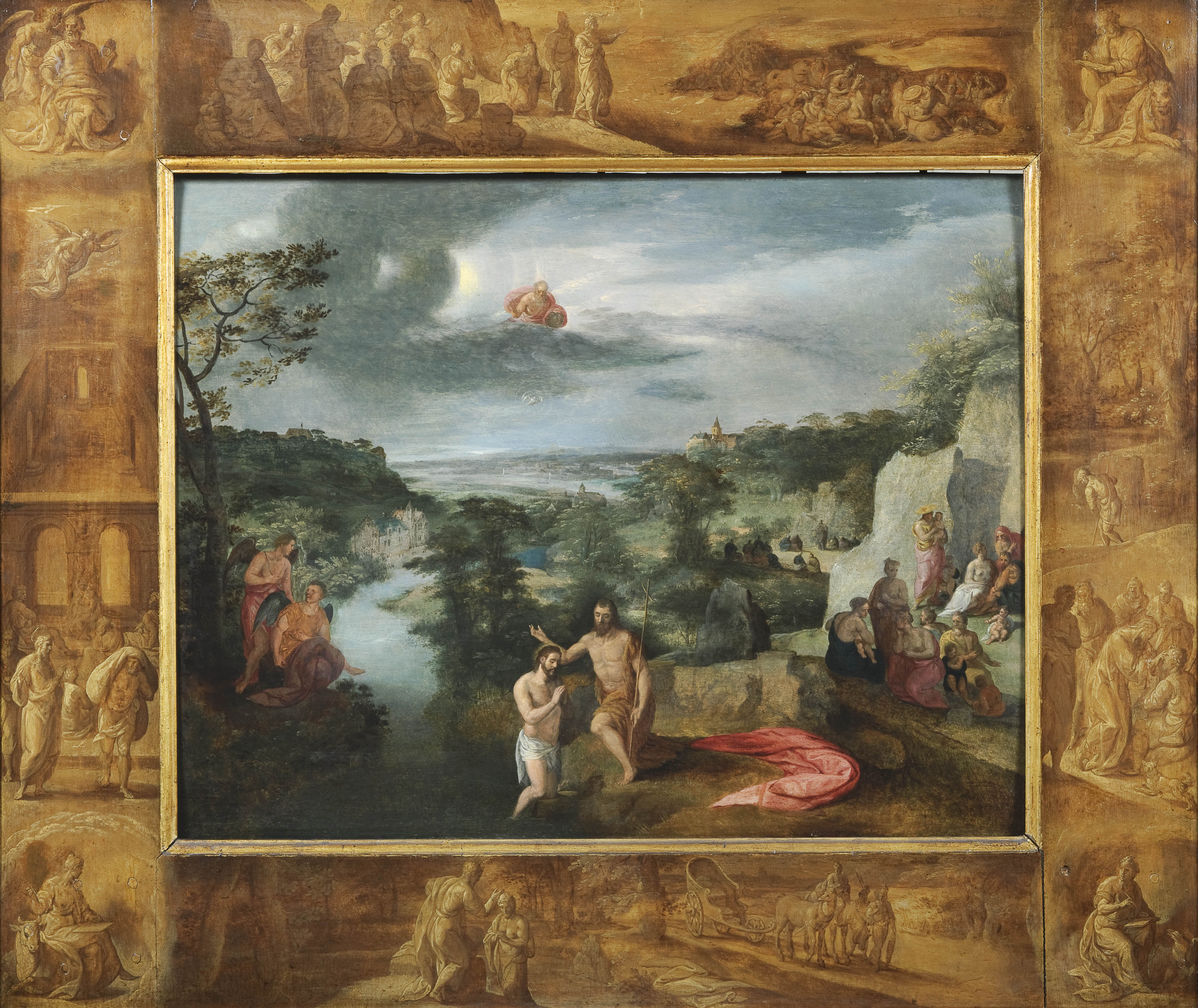
Le baptême du Christ

Mostaert est considéré comme l'inventeur des peintures de scènes bibliques, encadrées de tous côtés par des scènes plus petites en grisaille peintes sur bois. Son Baptême du Christ, à la Fondation Custodia, en est un bel exemple.
Connu pour son talent à représenter des personnages, Mostaert est appelé à la rescousse par ses collègues anversois peintres de paysages. On trouve notamment ses figures déambulant dans des paysages de Cornelis van Dalem, Marten van Cleve, Cornelis Molenaer ou Jacob Grimmer.
Mostaert gagne largement sa vie avec son art, son atelier est longtemps prospère, mais l'homme ne se préoccupe guère de laisser un héritage à sa famille. Personnage haut en couleur, plein d'esprit, recherché pour sa conversation, il aime dépenser sans compter dans les tavernes au milieu de ses amis. Il meurt à Anvers, lourdement endetté, le contenu de son atelier est vendu ou distribué aux créanciers pour rembourser ses dettes.
Très apprécié aux xvie et xviie siècles, Gillis Mostaert fut longtemps un peu oublié avant d'être redécouvert au début du xxe siècle. Il est aujourd'hui recherché par les musées et les collectionneurs du monde entier.

## Œuvres

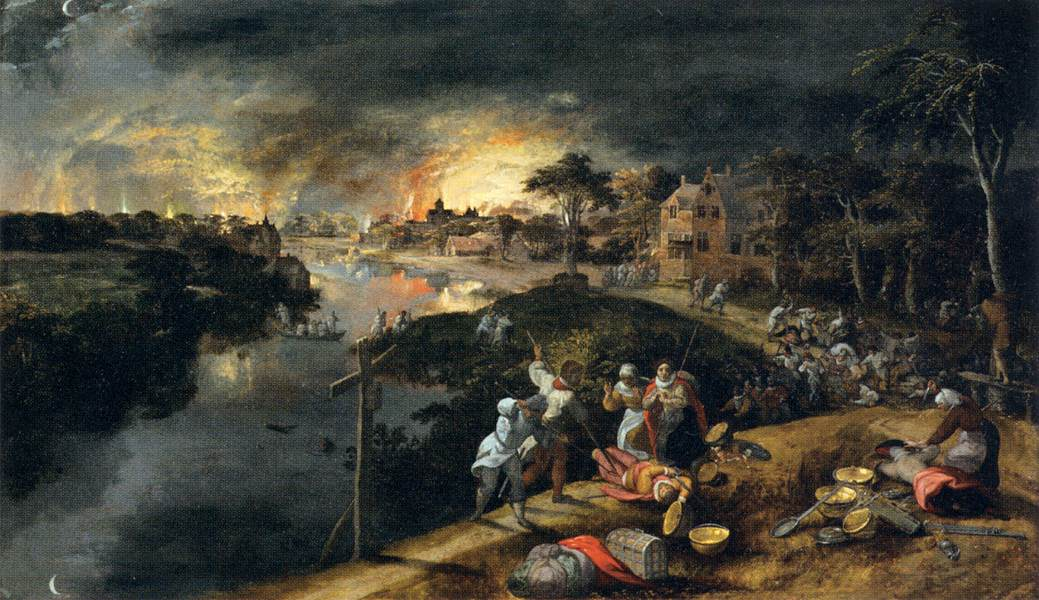
Scène de guerre avec soldats en maraude, Musée du Louvre

- Scène de guerre avec soldats en maraude, 1559, bois, 42 × 69 cm, musée du Louvre[7]
- Scène de marché sur une place de village, avec exécution capitale (1579), galerie Narodni, Prague, musée Wallraf Richartz de Cologne et collection privée.
- Christ en croix avec fond de ville de Jerusalem, Musée de Copenhague 1573[8]
- Crucifixion, atelier de Mostaert (entre 1550 et 1600) musée du Louvre
- La Descente du Christ aux Limbes, Museo Nacional de San Carlos (es), Mexique.
- Intérieur néerlandais, huile sur bois, musée des beaux-arts de Budapest
- Fête villageoise, huile sur bois, musée des beaux-arts de Gand
- Kermesse villageoise, huile sur cuivre, Gemäldegalerie, Berlin
- L'Incendie de Sodome, Wallraf–Richartz Museum, Cologne
- Paysage avec la fuite en Égypte, musée de l'Ermitage, Saint-Pétersbourg
- Kunsthistorisches Museum de Vienne :
  - Moïse fait jaillir de l'eau au désert, vers 1560
  - Paysage avec un château et une auberge, 1580
  - Portrait d'un inconnu avec des cheveux et une barbe rousse, vers 1580 
  - Armée dans un paysage d'hiver, vers 1590
- Le Chariot de foin, allégorie de la vanité, entre 1580 et 1590, Rijksmuseum, Amsterdam
- Scène de cabaret, huile sur bois, Musée de Grenoble
- Adam et Eve se réveillant, Dessin, Musée ducal de Gotha (de)